# Hymnologie
Die Hymnologie (von altgriechisch ὕμνος hýmnos „Tongefüge, Hymne“ und -logie) ist die Lehre von gesungenen Hymnen und Hymnendichtung. Der Wissenschaftler, der die Hymnologie vertritt und erforscht, heißt Hymnologe.

## Gegenstand
Zentraler Forschungsgegenstand ist – nach Christoph Albrecht – das Kirchenlied mit seinen Textdichtern und Melodisten und in einem weiteren Sinn das Gesangbuch der verschiedenen Kirchen in der Kirchengeschichte und Gegenwart. Albrecht definiert:

„Hymnologie ist die Lehre vom Kirchenlied. Weil sie es sowohl mit seiner textlichen als auch mit seiner melodischen Gestalt zu tun hat, ist sie einerseits ein Teilgebiet der theologischen Forschung, andererseits ein Stück Musikwissenschaft.“

Im theologischen Fächerkanon ist die Hymnologie eine Teildisziplin der Praktischen Theologie. Auch ökumenische Aspekte spielen hinein, weil Kirchenlieder oft die Konfessionsgrenzen überspringen und sprengen. Die Hymnologie ist ein wesentliches Fach bei jeder Kirchenmusikerausbildung und bei der Pastoren- bzw. Vikarsausbildung.
Neben liturgiewissenschaftlichen und kirchenhistorischen Elementen fließen in die Lehre und Forschung der Hymnologie auch Erkenntnisse der Ästhetik, der Poetik, der Germanistik und Philologie, der Musikwissenschaft und der Volkskunde ein. In letzter Zeit ist die lebensweltliche Ethnografie als neue Forschungsrichtung hinzugekommen. Dieser neue Zweig bedeutet, dass nicht nur historisch geforscht wird, sondern das aktive Singen einbezogen ist. Exemplarisch wird auf die „Erlebnisorientierte Liedanalyse“ von Jochen Kaiser verwiesen.
Hymnologie bedenkt somit auch die Rezeption von Kirchenliedern und Gesängen im Gottesdienst und ist letztlich eine Nachbardisziplin der Liturgik. Sie reflektiert dabei die Rolle der versammelten Gemeinde als einer Gemeinschaft von Singenden.

## Gesangbuchsammlungen und -archive
Unverzichtbar als wertvolles Quellenmaterial für hymnologische Forschung sind Sammlungen und Archive, in denen Gesangbücher sowie damit verwandtes Material gesammelt, erschlossen und bereitgehalten werden. Diese Aufgabe erfüllen sehr unterschiedliche Bibliotheken verschiedenartiger Träger, beispielsweise das Gesangbucharchiv an der Johannes Gutenberg-Universität Mainz mit 8.000 deutschsprachigen Gesangbüchern der christlichen Konfessionen aus dem 16. bis zum 21. Jahrhundert, das Zentrum für Gottesdienst und Kirchenmusik Michaeliskloster Hildesheim mit 2.600 Gesangbüchern, die Forschungsbibliothek Gotha mit 3.000 Bänden, darunter ein Achtliederbuch, oder auch die Bibliothek des Kreismuseums Bitterfeld mit einem Einzelbestand von 70 Gesangbüchern. Dort wie andernorts verdanken sich Gesangbuchsammlungen oft privater Initiative und Sammelleidenschaft, die aus persönlicher Begeisterung für das Kirchenlied und seine Verbreitung erwuchs. So ist der Kern der Gothaer Sammlung vom Arnstädter Superintendenten Johann Christoph Olearius (1668–1747), einem der Begründer der Hymnologie, zusammengetragen worden. Im Hinblick auf das Alter des Materials und den Forschungsfortschritt spielt heute Digitalisierung der Originalbestände eine zunehmende Rolle und ist weit fortgeschritten.

## Hymnologische Fachgesellschaften

### Deutschsprachiger Raum
Eine bedeutende wissenschaftliche Fachorganisation ist die Internationale Arbeitsgemeinschaft für Hymnologie, mit deren Hilfe internationale Gesangbücher wie zum Beispiel Unisono (1997) und Colours of Grace (2006) entwickelt wurden.
Seit 1947 nimmt sich die Künstlervereinigung TAKT der Entwicklung des neuen Kirchenliedes an.
Ebenfalls 1947 entstand die katholische Werkgemeinschaft Lied und Musik mit dem gleichen Anliegen der Erneuerung des Kirchlichen Liedgutes und traf sich zu jährliche Tagungen.

### Internationale Gesellschaften
- Hymn Society of Great Britain and Ireland (HSGBI)
- Hymn Society in the United States and Canada (HSUSC)

## Bekannte Hymnologen

### 17. Jahrhundert
- Paul Gerhardt (1607–1676)
- Johannes Olearius (1611–1684)
- Johann Christoph Olearius (1668–1747)

### 18. Jahrhundert
- Georg Ludwig von Hardenberg (1720–1786)
- David Gottfried Schöber (1696–1778), auch Bürgermeister in Gera
- Christoph Schütz (1689–1750)
- Christoph Heinrich Zeibich (1677–1748)

### 19. Jahrhundert
- Wilhelm Bäumker (1842–1905)
- Hermann Albert Daniel (1812–1871)
- Samuel Elsner (1778–1856)
- Albert Fischer (1829–1896)
- Albert Knapp (1798–1864)
- Joseph Hermann Mohr (1834–1892)
- Ludwig Schöberlein (1813–1881)
- Philipp Wackernagel (1800–1877)
- Johannes Christoph Andreas Zahn (1817–1895)

### 20. und 21. Jahrhundert
| - Christoph Albrecht - Konrad Ameln - Günter Balders, im Bereich Freikirchen und Pietismus - Walter Blankenburg - Otto Brodde - Peter Bubmann, im Bereich Neues Geistliches Lied - Ansgar Franz - Hartmut Handt - Philipp Harnoncourt - Jürgen Henkys - Markus Jenny - Ada Kadelbach - Stefan Klöckner - Gustav Adolf Krieg - Hermann Kurzke - Bernhard Leube - Christhard Mahrenholz | - Andreas Marti - Martin-Christian Mautner - Otto Michaelis - Christian Möller - Dörte Maria Packeiser - Franz Karl Praßl - Christa Reich - Martin Rößler - Joachim Schwarz - Friedrich Smend - Friedrich Spitta - Alex Stock - Ludger Stühlmeyer - Erhard Quack - Karl Christian Thust - Sigvald Tveit |

### Jahrbücher
- Jahrbuch für Liturgik und Hymnologie, begründet 1955 von Konrad Ameln, Christian Mahrenholz und Karl Ferdinand Müller, herausgegeben von der Internationalen Arbeitsgemeinschaft für Hymnologie / International Fellowship for Research in Hymnology, dem Interdisziplinären Arbeitskreis Gesangbuchforschung Mainz und dem Liturgiewissenschaftlichen Institut Leipzig; bis 1985 Johannes Stauda Verlag Kassel, ab 1986 (Bd. 30) Lutherisches Verlagshaus Hannover, seit 1996 (Bd. 36) Vandenhoeck & Ruprecht[4], ISSN 0075-2681 (erscheint jährlich).

- „Mainzer Hymnologische Studien“, Francke-Verlag, hrsg. von Hermann Kurzke in Verbindung mit dem Interdisziplinären Arbeitskreis Gesangbuchforschung der Johannes Gutenberg-Universität Mainz und der Internationalen Arbeitsgemeinschaft für Hymnologie, Tübingen, seit 2000

### Einzeldarstellungen
- Christoph Albrecht: Einführung in die Hymnologie. 4., überarbeitete und erweiterte Auflage. Vandenhoeck und Ruprecht, Göttingen 1995, ISBN 3-525-57178-X.
- Konrad Klek: „Hymnologie“. In: Siegfried Bauer (Hrsg.): Probieren und Studieren. Lehrbuch zur Grundausbildung in der Evangelischen Kirchenmusik (= Edition 9024). Unter Mitarbeit von Ingo Bredenbach. Strube, München 1996, ISBN 3-921946-29-8, S. 233–265.
- Jochen Kaiser: Erlebnisorientierte Liedanalyse. In: Liturgie und Kultur. Zeitschrift der Liturgischen Konferenz für Gottesdienst, Musik und Kunst. Jg. 5, Nr. 1, 2014, ISSN 2190-1600, S. 51–56.
- Christian Möller:
  - Ich singe dir mit Herz und Mund. Liedauslegungen, Liedmeditationen, Liedpredigten. Ein Arbeitsbuch zum Evangelischen Gesangbuch (Hrsg.), Stuttgart 1997 (2. Auflage)
  - Kirchenlied und Gesangbuch. Quellen zu ihrer Geschichte (Hg.), Mainzer Hymnologische Studien, Band 1, Tübingen 2000
- Alex Stock: Lateinische Hymnen. Herausgegeben, kommentiert und übersetzt von Alex Stock, Berlin 2012